# Luca Giberti
Luca Giberti (Genova, ...) è un regista e produttore teatrale italiano.

## Biografia
Inizia a praticare teatro in Inghilterra, dove mette in scena sia nuovi testi che classici come Kundera e Fo. In particolare, la sua riedizione di Morte accidentale di un anarchico di Fo alla Oxford Playhouse viene accolta con ottimo favore di critica e di pubblico.
Tra i suoi spettacoli in Italia figurano le prime nazionali di QED di Peter Parnell e di Breaking the Code di Hugh Whitemore presso il Teatro Stabile di Genova, di cui ha curato anche le traduzioni. Nel 2014 mette in scena al Teatro Stabile di Genova Il contrabbasso di Patrick Süskind, con Andrea Nicolini nel ruolo del protagonista.
Il suo primo lungometraggio da direttore della fotografia, Istintobrass, è stato proiettato alla 70ª Mostra internazionale d'arte cinematografica di Venezia, nella sezione Venice Classics.